# Voltaire (Dakota du Nord)
Pour les articles homonymes, voir Voltaire (homonymie).
La ville américaine de Voltaire est située dans le comté de McHenry, dans l’État du Dakota du Nord. Sa population s’élevait à 40 habitants lors du recensement de 2010, estimée à 42 habitants en 2016.

## Histoire
Voltaire a été fondée en 1901.

## Démographie
| 1930 | 1940 | 1950 | 1960 | 1970 | 1980 |
| ---- | ---- | ---- | ---- | ---- | ---- |
| 61   | 101  | 72   | 70   | 54   | 65   |

| 1990 | 2000 | 2010 | - | - | - |
| ---- | ---- | ---- | - | - | - |
| 63   | 51   | 40   | - | - | - |

## Source
- (en) Cet article est partiellement ou en totalité issu de l’article de Wikipédia en anglais intitulé « Voltaire, North Dakota » (voir la liste des auteurs).